# فالدو سيلفا دوس سانتوس
فالدو سيلفا دوس سانتوس (بالبرتغالية: Evaldo Silva dos Santos‏) (4 يناير 1983 في بلدية جاناوبا في البرازيل – )؛ هو لاعب كرة قدم كان يلعب كمدافع.

## وصلات خارجية
- فالدو سيلفا دوس سانتوس على موقع قاعدة بيانات كرة القدم.إي يو (الإنجليزية)
- فالدو سيلفا دوس سانتوس على موقع Soccerway.com (الإنجليزية)
- فالدو سيلفا دوس سانتوس على موقع عالم كرة القدم.نت (الإنجليزية)